# Elliot Graham
Elliot Graham (Claremont, 8 juni 1976) is een Amerikaanse filmmonteur. 

## Carrière
In 1999 behaalde Elliot Graham aan New York University een bachelor in Geschiedenis en Film. Twee jaar later maakte hij met The Last Minute zijn filmdebuut als monteur. Hij assisteerde voor de filmregisseur en -monteur Stephen Norrington.
In de daaropvolgende jaren werkte hij met regisseur Bryan Singer samen aan de superheldenfilms X2 (2003) en Superman Returns (2006). Nadien monteerde hij hoofdzakelijk biografische films. Zo werkte hij voor Gus Van Sant aan Milk (2008), waarvoor hij meermaals filmopnames met archiefbeelden combineerde. Zijn werk leverde hem een Oscar-nominatie op. Voor Danny Boyle en Aaron Sorkin monteerde hij respectievelijk de biografische films Steve Jobs (2015) en Molly's Game (2017).
In 2014 werd Graham ook ingeschakeld om mee te werken aan de montage van de superheldenfilm The Amazing Spider-Man 2. Enkele jaren later werd hij de hoofdmonteur voor Captain Marvel (2019).

## Prijzen en nominaties
| Film              | Categorie      | Uitslag        |
| Academy Awards    | Academy Awards | Academy Awards |
| ----------------- | -------------- | -------------- |
| Milk (2008)       | Beste montage  | Genomineerd    |
| Satellite Awards  |                |                |
| Steve Jobs (2015) | Beste montage  | Genomineerd    |

## Filmografie

### Film
- The Last Minute (2001)
- X2 (2003)
- The Greatest Game Ever Played (2005)
- Superman Returns (2006)
- 21 (2008)
- Milk (2008)
- Trash (2014)
- The Amazing Spider-Man 2 (2014)
- Beasts of No Nation (2015)
- Steve Jobs (2015)
- Molly's Game (2017)
- Captain Marvel (2019)
- No Time to Die (2021)

### Televisie
- House (2004)
- Boss (2011)
- Trust (2018)